# Gaston Méliès
Gaston Méliès (12 de fevereiro de 1852 - Corsega, França, 9 de abril de 1915) foi um ator, produtor francês do final do século XIX e início do século XX, um dos pioneiros do cinema. Era irmão de outro pioneiro, Georges Méliès. Trabalhou ajudando seu irmão em diversos filmes, sendo o mais notável Le Voyage dans la Lune (1902). Também dirigiu e produziu um grande número de filmes.

## Carreira
Gaston e o outro irmão, Henri, dirigiam a fábrica de sapatos da família em Londres. Possuiam um contrato com o Ministério da Guerra que esperavam que fosse faze-los ricos. Infelizmente, o preço do couro aumentou fortemente, e eles não foram capazes de cumprir seus compromissos. A fábrica faliu e os Méliès perderam seu negócio.
Georges Méliès produzia filmes na França, tornando-se popular em todo o mundo. Alguns distribuidores tentaram piratear seu trabalho. Georges pediu então que Gaston fosse para os Estados Unidos defender os direitos autorais das obras.
Gaston Méliès foi para Nova York em 1902, criando a Star Film Company e iniciando a distribuição dos filmes de seu irmão. Em 1903, Gaston começou a realizar seus próprios filmes, principalmente documentários. Mas as produções não tiveram muito sucesso. No verão de 1907 Méliès retornou à França para cuidar de alguns negócios com Georges. Em 11 de setembro do mesmo ano casou-se com Hortense-Louise de Mirmont, parente de um dos colaboradores de Georges.
Necessitando de mais dias quentes durante o inverno por ano para realizar suas produções, Méliès mudou a Star Film Company para San Antonio e arrendou vinte acres de terra. Ele atuou em dois de seus filmes interpretando um padre, em The Immortal Alamo (1911) and The Kiss of Mary Jane (1911).
Em abril de 1911 mudou a companhia para Santa Paula, e na sequência dirigiu-se a outro estúdio para locá-lo na California.
Em 1912 e 1913 Méliès viajou pelo Oceano Pacífico, Nova Zelândia, Australia, Sudeste asiático e Japão, em busca de temas exóticos para seus filmes. As produções não atrairam o público, Méliès parou a produção e retornou à Califórnia para fechar a Star Film Company.
Méliès e sua esposa mudaram-se para a Corsega no inverno de 1913. Ali ele morreu de intoxicação alimentar em 9 de abril de 1915. Foi enterrado no Cemitério Saint-Vincente, em Montmartre, Paris.

## Filmografia

### Ator
1. The Kiss of Mary Jane (1911) .... The Priest
2. The Immortal Alamo (1911) .... Padre
3. Une partie de cartes (1896) .... Un joueur de cartes

### Diretor
1. Cabby's Nightmare (1914)
2. It Happened in Java (1913)
3. The Sultan's Dagger (1913)
4. How Chief Te Ponga Won His Bride (1913)
5. What Is Sauce for the Goose (1913)
6. The Stolen Tribute to the King (1913)
7. Hinemoa (1913)
8. The Misfortunes of Mr. and Mrs. Mott on Their Trip to Tahiti (1913)
9. Unmasked by a Kanaka (1913)
10. The Gypsy's Warning (1913/I) (como G. Méliès)
11. A Ballad of the South Seas (1913)
12. The Prisoner's Story (1912)
13. A String of Beads (1912)
14. Ghosts at Circle X Camp (1912)
15. Making Good (1912/II)
16. Finding the Last Chance Mine (1912)
17. The Ghost of Sulphur Mountain (1912)
18. Troubles of the XL Outfit (1912)
19. Melita's Ruse (1912)
20. The Ranchman's Debt of Honor (1911)
21. The Mission Father (1911)
22. A Western Girl (1911)
23. Mexican as It Is Spoken (1911)
24. Right or Wrong (1911)
25. Tommy's Rocking Horse (1911)
26. The Stolen Grey (1911)
27. The Mission Waif (1911)
28. A Spanish Love Song (1911)
29. Red Cloud's Secret (1911)
30. The Strike at the Gringo (1911)
31. The Great Heart of the West (1911)
32. A Mountain Wife (1910)
33. Under the Stars and Bars (1910)
34. Uncle Jim (1910)
35. Out for Mischief (1910)
36. A Plucky American Girl (1910)
37. Salt on the Bird's Tail (1910)
38. In the Mission Shadows (1910)
39. Baseball, That's All (1910)
40. A Texas Joke (1910)
41. Love's C. Q. D. (1910)
42. The Padre's Secret (1910)
43. A Rough Night on the Bridge (1910)
44. The Seal of the Church (1910)
45. Branding a Thief (1910)
46. Cyclone Pete's Matrimony (1910)
47. The Gipsy's Warning (1907)
48. The Yacht Race (1903)

### Produtor
1. A Western Girl (1911) (produtor)
2. Bessie's Ride (1911) (produtor)
3. In the Right of Way (1911) (produtor)
4. The Honor of the Flag (1911) (produtor)
5. The Kiss of Mary Jane (1911) (produtor)
6. When the Tables Turned (1911) (produtor)
7. Her Spoiled Boy (1911) (produtor)
8. In Time for Press (1911) (produtor)
9. The Immortal Alamo (1911) (produtor)
10. The Redemption of Rawhide (1911) (produtor)
11. The Spring Round-Up (1911) (produtor)
12. Mary's Strategem (1911) (produtor)
13. The Reformation of Jack Robbins (1911) (produtor)
14. An Unwilling Cowboy (1911) (produtor)
15. Jack Mason's Last Deal (1911) (produtor)
16. Her Faithful Heart (1911) (produtor)
17. The Warrant for Red Rube (1911) (produtor)
18. Sir Percy and the Punchers (1911) (produtor)
19. The 'Schoolmarm' of Coyote County (1911) (produtor)
20. The Snake in the Grass (1911) (produtor)
21. In the Hot Lands (1911) (produtor)
22. My Prairie Flower (1911) (produtor)
23. Only a Sister (1911) (produtor)
24. Billy and His Pal (1911) (produtor)
25. Tony, the Greaser (1911) (produtor)
26. How Mary Met the Cowpunchers (1911) (produtor)
27. Changing Cooks (1911) (produtor)
28. The Owner of L.L. Ranch (1911) (produtor)
29. The Crimson Scars (1911) (produtor)
30. In the Tall Grass Country (1910) (produtor)
31. A Western Welcome (1910) (produtor)
32. Old Norris' Gal (1910) (produtor)
33. What Great Bear Learned (1910) (produtor)
34. Pals (1910) (produtor)
35. His Sergeant's Stripes (1910) (produtor)
36. A Mountain Wife (1910) (produtor)
37. Under the Stars and Bars (1910) (produtor)
38. Uncle Jim (1910) (produtor)
39. Out for Mischief (1910) (produtor)
40. Billy's Sister (1910) (produtor)
41. A Plucky American Girl (1910) (produtor)
42. Salt on the Bird's Tail (1910) (produtor)
43. In the Mission Shadows (1910) (produtor)
44. Baseball, That's All (1910) (produtor)
45. Return of Ta-Wa-Wa (1910) (produtor)
46. A Texas Joke (1910) (produtor)
47. Love's C. Q. D. (1910) (produtor)
48. The Padre's Secret (1910) (produtor)
49. A Rough Night on the Bridge (1910) (produtor)
50. The Seal of the Church (1910) (produtor)
51. Branding a Thief (1910) (produtor)
52. Cyclone Pete's Matrimony (1910) (produtor)
53. Reliance: Shamrock III (1903) (produtor)
54. The Yacht Race (1903) (produtor)